# Fissidentalium carduus
Fissidentalium carduus är en blötdjursart som först beskrevs av Dall 1889.  Fissidentalium carduus ingår i släktet Fissidentalium och familjen Dentaliidae. Inga underarter finns listade i Catalogue of Life.